# Championnat d'Écosse de football 1953-1954
Navigation
Saison précédente Saison suivante
La 57e édition du championnat d'Écosse de football est remportée par le Celtic Football Club. C’est le 21e titre de champion du club de Glasgow. Le Celtic met ainsi un terme à  15 ans de championnat sans titre. Le Celtic ne s’est en fait jamais remis de l’interruption  due à la Seconde Guerre mondiale. Depuis la reprise de la compétition en 1946, le Celtic a navigué entre la 5e et la 12e place. Le Celtic l’emporte avec 5 points d’avance sur Heart of Midlothian. Partick Thistle FC complète le podium.
Le système de promotion/relégation reste en place: descente et montée automatique, sans matchs de barrage pour les deux derniers de première division et les deux premiers de deuxième division. Hamilton Academical et Airdrieonians descendent en deuxième division. Ils sont remplacés pour la saison 1953/54 par Motherwell FC et Kilmarnock FC.
Avec 27 buts marqués en 30 matchs,  Jimmy Wardhaugh de Heart of Midlothian remporte pour la première fois le classement des meilleurs buteurs du championnat.

## Les clubs de l'édition 1953-1954
| \| Aberdeen FC Glasgow · Celtic - Rangers Dundee FC Heart of Midlothian Hibernian FC Hamilton Academical Motherwell FC Clyde FC Saint Mirren Stirling Albion FC Queen of the South Airdrieonians \| Localisation des clubs engagés dans le championnat. |
| Aberdeen FC Glasgow · Celtic - Rangers Dundee FC Heart of Midlothian Hibernian FC Hamilton Academical Motherwell FC Clyde FC Saint Mirren Stirling Albion FC Queen of the South Airdrieonians                                                           |

| Club                              | Ville     |
| Aberdeen Football Club            | Aberdeen  |
| Airdrieonians Football Club       | Airdrie   |
| Celtic Football Club              | Glasgow   |
| Clyde Football Club               | Glasgow   |
| Dundee Football Club              | Dundee    |
| East Fife Football Club           | Methil    |
| Hamilton Academical Football Club | Hamilton  |
| Heart of Midlothian Football Club | Édimbourg |
| Hibernian Football Club           | Leith     |
| Falkirk Football Club             | Falkirk   |
| Partick Thistle Football Club     | Glasgow   |
| Queen of the South Football Club  | Dumfries  |
| Raith Rovers Football Club        | Kirkcaldy |
| Rangers Football Club             | Glasgow   |
| Saint Mirren Football Club        | Paisley   |
| Stirling Albion Football Club     | Stirling  |

## Compétition

### Classement
Le classement est établi sur le barème de points classique (victoire à 2 points, match nul à 1, défaite à 0).
| Rang | Équipe                | Pts | J  | G  | N | P  | Bp | Bc | Diff |
| ---- | --------------------- | --- | -- | -- | - | -- | -- | -- | ---- |
| 1    | Celtic FC C           | 43  | 30 | 20 | 3 | 7  | 72 | 29 | +43  |
| 2    | Heart of Midlothian   | 38  | 30 | 16 | 6 | 8  | 70 | 45 | +25  |
| 3    | Partick Thistle FC    | 35  | 30 | 17 | 1 | 12 | 76 | 54 | +22  |
| 4    | Rangers FC T          | 34  | 30 | 13 | 8 | 9  | 56 | 35 | +21  |
| 5    | Hibernian FC          | 34  | 30 | 15 | 4 | 11 | 72 | 51 | +21  |
| 6    | East Fife             | 34  | 30 | 13 | 8 | 9  | 55 | 45 | +10  |
| 7    | Dundee FC             | 34  | 30 | 14 | 6 | 10 | 46 | 47 | -1   |
| 8    | Clyde FC              | 34  | 30 | 15 | 4 | 11 | 64 | 67 | -3   |
| 9    | Aberdeen FC           | 33  | 30 | 15 | 3 | 12 | 66 | 51 | +15  |
| 10   | Queen of the South    | 32  | 30 | 14 | 4 | 12 | 72 | 58 | +14  |
| 11   | Saint Mirren          | 28  | 30 | 12 | 4 | 14 | 44 | 54 | -10  |
| 12   | Raith Rovers          | 26  | 30 | 10 | 6 | 14 | 56 | 60 | -4   |
| 13   | Falkirk FC            | 25  | 30 | 9  | 7 | 14 | 47 | 61 | -14  |
| 14   | Stirling Albion FC P  | 24  | 30 | 10 | 4 | 16 | 39 | 62 | -23  |
| 15   | Airdrieonians         | 15  | 30 | 5  | 5 | 20 | 41 | 92 | -51  |
| 16   | Hamilton Academical P | 11  | 30 | 4  | 3 | 23 | 29 | 94 | -65  |

| Légende : Qualifications et relégations | Légende : Qualifications et relégations                           |
| --------------------------------------- | ----------------------------------------------------------------- |
|                                         | Champion d'Écosse                                                 |
|                                         | Relégation en deuxième division                                   |
|                                         | T : Tenant du titre C : Vainqueur de la Coupe d'Écosse P : Promus |

## Bilan de la saison
| Tableau d'Honneur                |           |
| Compétition                      | Vainqueur |
| Championnat d'Écosse de football | Celtic FC |
| Coupe d'Écosse de football       | Celtic FC |

| Promotions et relégations |                                   |
| Promus                    | Motherwell FC Kilmarnock FC       |
| Relégués                  | Airdrieonians Hamilton Academical |

## Statistiques

### Meilleur buteur
1. Jimmy Wardhaugh,  Heart of Midlothian, 27 buts